# Pesca volante
La pesca volante è dedicata alla pesca del pesce azzurro; è praticata soprattutto nel Mar Adriatico da coppie di pescherecci o anche da pescherecci singoli che trascinano una rete non trascinandola sul fondale; la rete volante ha un'apertura verticale considerevole, di circa cinque metri. Si effettua nelle ore diurne, durante le quali le specie di pesce azzurro si riuniscono in branchi, localizzati tramite ecoscandagli.
È un tipo di pesca abbastanza selettivo per le specie (pesca prevalentemente pesce azzurro) e non si ha notizia di impatti ambientali non voluti.
Le marinerie adriatiche utilizzano la pesca volante principalmente per la cattura di sardine e alici. La pratica con volante monobarca è molto rara in Italia e quando praticata è quasi sempre a livello sperimentale.

## Pratica della pesca volante nei porti italiani
In base alle licenze di pesca rilasciate per la pesca volante, è possibile stilare un elenco dei porti italiani in cui questo sistema di pesca è più praticato. Al primo posto si trova il porto di Chioggia, al secondo quello di Manfredonia e al terzo quello di Ancona; seguono Porto Tolle, Porto Garibaldi, Rimini, Cesenatico, Goro e San Benedetto del Tronto. Come si vede, si tratta di tutti porti adriatici.